# Вулиця Тисменицька (Дрогобич)
Вулиця Ти́сменицька (Ти́сьменицька)  — чи не найнетиповіша вулиця Дрогобича, яка перервана річкою Серет (Побук). Частина вулиці (лівобережна) знаходиться у місцевості Плебанія і відходить від вулиці Раневицької, правобережна частина  — на Повишеній, що фактично теж є частиною колишнього передмістя Плебанія і захі́д туди з вулиці Іллі Рєпіна.

## Назва
Назву отримала від річки Тисмениці, що протікає поруч.

## Історія та забудова
Забудована вулиця колись була приватними малоповерховими садибами, що тягнулись від теперішнього провулка Чумацького. У часи Радянського Союзу будівлі у центральній частині вулиці були знесені, а на їхньому місці споруджено штучну водойму у якій, за непідтвердженими даними, навіть планувались змагання з водних видів спорту. На даний час збереглась єдина хата під № 6 на лівобережній частині вулиці. На правобережній частині знаходиться підприємство "Ора-агро", на якому вирощують квіти та вазони, руїни колишнього аптечного складу та каналізаційно-насосна станція водоочисних споруд.